# Nguyễn Xiển
Nguyễn Xiển (27 tháng 7 năm 1907 – 9 tháng 11 năm 1997), đồng thời cũng là một chính khách Việt Nam. Ông từng giữ chức vụ Tổng Thư ký Đảng Xã hội Việt Nam (1956–1988) và Phó Chủ tịch Ủy ban Thường vụ Quốc hội Việt Nam (1960–1987).

## Tiểu sử
Ông sinh ngày 27 tháng 7 năm 1907 tại thành phố Vinh, tỉnh Nghệ An, trong một gia đình nho học lâu đời. Thuở nhỏ, ông học tại trường Tiểu học, Trung học ở Vinh. Hồi còn học ở trường Quốc học Vinh (Nghệ An) ông đã là học sinh xuất sắc, đậu bằng Thành chung rồi ra Hà Nội học trường Bưởi.
Năm 1926, do tham gia cuộc bãi khoá để tang Phan Chu Trinh cho nên ông đã bị đuổi học và bị cấm thi tú tài bản xứ. Nhưng ông cùng một số bạn bãi khoá quyết chí tự học, đỗ đầu tú tài Tây ở Hà Nội và đoạt học bổng sang Pháp học Trường Đại học Toulouse (Pháp) và đã đỗ cử nhân.
Năm 1932, ông về nước, không nhận làm quan ở Huế mà ra Hà Nội dạy học.
Từ năm 1937 ông chuyển sang ngành khí tượng thủy văn. Năm 1941 ông phụ trách Đài khí tượng Phù Liễn Đông Dương tại tỉnh Kiến An hiện đại nhất Đông Nam Á lúc bấy giờ. Trong thời gian này ông cùng hợp tác với Hoàng Xuân Hãn nghiên cứu về lịch và lịch Việt Nam, và cùng các ông Hoàng Xuân Hãn, Đặng Phúc Thông, Nguyễn Duy Thanh, Nguyễn Đình Thuỵ, Nguỵ Như Kon Tum ra báo Khoa học phát hành cả Đông Dương, với mục đích truyền bá ý tưởng và phương pháp khoa học, xây dựng văn hoá mới cho quốc dân về phương diện khoa học.

## Hoạt động chính trị
Cách mạng Tháng Tám thành công, ông được cử giữ chức Chủ tịch Ủy ban Hành chính Bắc bộ kiêm Giám đốc Nha khí tượng.
Năm 1946, ông được bầu làm Phó Tổng thư ký Đảng Xã hội Việt Nam.
Ông là đại biểu Quốc hội Việt Nam liên tục từ khoá I đến khoá VIII; Phó Chủ tịch Ủy ban Thường vụ Quốc hội các khoá II, III, IV,V,VI; Phó Chủ tịch Quốc hội khoá VII.
Từ sau ngày Toàn quốc kháng chiến (ngày 19 tháng 12 năm 1946), ông làm công tác khoa học giáo dục và trở thành một trong những người đầu tiên xây dựng ngành đại học Việt Nam.
Từ năm 1955 đến 1959, ông làm Bộ trưởng Cứu tế xã hội.
Từ năm 1960 đến 1976, ông làm Giám đốc Nha Khí tượng Việt Nam, Chủ tịch Ủy ban địa cầu quốc tế Việt Nam, Phó Chủ nhiệm Ủy ban khoa học kỹ thuật nhà nước.
Năm 1956, ông làm Tổng thư ký Đảng Xã hội Việt Nam và giữ chức này cho đến khi đảng này giải thể năm 1988. Được mời, nhưng ông đã từ chối làm đơn xin gia nhập Đảng Cộng sản Việt Nam (nhắc đến trong cuốn Giáo sư Nguyễn Xiển: Cuộc đời và Sự nghiệp, 2007).
Ông còn là Ủy viên Ủy ban Trung ương Mặt trận Tổ quốc Việt Nam khóa I, khóa II. Ông mất ngày 9 tháng 11 năm 1997, hưởng thọ 90 tuổi.

## Gia đình
Nguyễn Xiển sinh ra trong một gia đình nghèo có 4 anh chị em ruột, 2 gái, 2 trai. Cụ Nguyễn Thị Lạc là chị cả, đã góp sức nuôi Nguyễn Xiển ăn học cho đến khi về nước. Anh trai của Nguyễn Xiển là Nguyễn Bành, liệt sĩ trong kháng chiến chống Pháp. Phu nhân của Nguyễn Xiển là Nguyễn Thúy An (1907–1998), người Hà Nội, mất sau ông đúng 100 ngày.
Con trai cả của Nguyễn Xiển là Giáo sư Nguyễn Toán. Con rể của Nguyễn Xiển là Nguyễn Hy Hiền (tức Lê Tâm), Giáo sư, Nguyên Ủy viên Ủy ban Khoa học và Kỹ thuật Nhà nước; và Đỗ Quốc Sam (1929–2010), Giáo sư, Nguyên Ủy viên Ban Chấp hành Trung ương Đảng Cộng sản Việt Nam, Bộ trưởng Bộ Kế hoạch và Đầu tư, hiệu trưởng Đại học Xây dựng Hà Nội
Con dâu Nguyễn Xiển là Đặng Kim Chi, Giáo sư, Tiến sĩ; nguyên phó viện trưởng viện KH&CN Môi trường, Trường Đại học Bách khoa Hà Nội. Bà là con của Giáo sư Đặng Vũ Hỷ và là cháu ngoại của Thượng thư Phạm Quỳnh.

## Giải thưởng và tôn vinh
- Huân chương Sao Vàng [8]
- Huân chương Hồ Chí Minh
- Giải thưởng Hồ Chí Minh đợt 1 năm 1996 về các công trình khoa học: Đặc điểm khí hậu miền Bắc Việt Nam và Tập bản đồ khí hậu miền Bắc Việt Nam (1968)
- Tên ông đã được đặt cho một con đường thuộc phường Trần Thành Ngọ, quận Kiến An, thành phố Hải Phòng[9]; và một phần đường vành đai 3 chạy qua phường Thanh Xuân Trung, Thanh Xuân Nam và Hạ Đình, quận Thanh Xuân, Thành phố Hà Nội. Trong quận 9, tpHCM có một con đường chạy qua từ Long Thuận, Nguyễn Duy Trinh qua thẳng Đồng Nai.